# 제르멘 뒬락
제르멘 뒬락(Germaine Dulac, 1882년 11월 17일 ~ 1942년 7월 20일)은 프랑스의 영화 감독, 영화 이론가, 저널리스트, 비평가이다.

## 출연 작품
- 아라베스크 (1929)
- 조개와 성직자 (1928)
- 여행으로의 초대 (1927)
- 미소 짓는 마담 보데 (1922)